# Triancyra macula
Triancyra macula är en stekelart som beskrevs av Dmitriy R. Kasparyan 2007. Triancyra macula ingår i släktet Triancyra och familjen brokparasitsteklar. Inga underarter finns listade i Catalogue of Life.